# Sarah Nuth
Sarah Nuth (* Juli 1987) ist eine britische Maskenbildnerin und Friseurin.

## Leben
Die 1987 geborene Nuth begann ihre Karriere 2008 mit dem Film Bad Day und wurde 2020 für eine Episode der Fernsehserie The Crown für einen Emmy nominiert. Im Jahr 2024 arbeitete sie an Wicked von Regisseur Jon M. Chu, wofür sie vielfach nominiert wurde. So auch bei der Oscarverleihung 2025 zusammen mit Frances Hannon und Laura Blount in der Kategorie Bestes Make-up und beste Frisuren.

## Filmografie (Auswahl)
- 2008: Bad Day
- 2009: M.I.High (Fernsehserie, 21 Folgen)
- 2012: We’ll Take Manhattan (Fernsehfilm)
- 2012: Outside Bet
- 2012: The British Bride – Binde sich wer kann!
- 2013: Southcliffe (Miniserie)
- 2014: ’71: Hinter feindlichen Linien
- 2014: Muppets Most Wanted
- 2014: The Smoke (Miniserie, 2 Folgen)
- 2015: A Royal Night – Ein königliches Vergnügen
- 2015: Humans (Fernsehserie, 8 Folgen)
- 2015: Aaaaaaaah!
- 2015: Sparks and Embers
- 2016: The Living and the Dead (Fernsehserie, 6 Folgen)
- 2017: King Charles III (Fernsehfilm)
- 2018: Collateral (Fernsehserie, 4 Folgen)
- 2018: Das Festival
- 2018: Das blutrote Kleid
- 2018: Dark Heart (Fernsehserie, 2 Folgen)
- 2019: The Crown (Fernsehserie, 10 Folgen)
- 2020: Enola Holmes
- 2021: The Great (Fernsehserie, 19 Folgen)
- 2022: Uncharted
- 2023: Ein Funken Hoffnung – Anne Franks Helferin (Miniserie)
- 2023: Barbie
- 2023: Wicked

## Auszeichnungen (Auswahl)
- 2020: Primetime-Emmy-Nominierung in der Kategorie Beste Frisuren für The Crown
- 2021: BAFTA-Craft-Award-Nominierung in der Kategorie Bestes Make-up und beste Frisuren für The Great
- 2025: CIC-Award-Nominierung in der Kategorie Bestes Make-up für Wicked
- 2025: Critics’-Choice-Movie-Award-Nominierung in der Kategorie Bestes Make-up und beste Frisuren für Wicked
- 2025: BAFTA-Nominierung in der Kategorie Bestes Make-up und beste Frisuren für Wicked
- 2025: Oscar-Nominierung in der Kategorie Bestes Make-up und beste Frisuren für Wicked